# Amazing (Aerosmith-låt)
Amazing är en låt av Aerosmith skriven av Steven Tyler och Richie Supa. Låten var den femte singeln från albumet Get a Grip (utgivet 1993) och nådde plats nummer 24 på Billboard Hot 100. På låten medverkar även Don Henley som bakgrundssångare. I musikvideon möts skådespelarna Jason London och Alicia Silverstone i en virtuell värld.